# Tin Pan Alley Cats
Tin Pan Alley Cats és un curtmetratge d'animació surrealista de la sèrie Merrie Melodies dirigit per Bob Clampett, produït per Leon Schlesinger Productions, i estrenat el 17 de juliol de 1943 per Warner Bros. Pictures i The Vitaphone Corporation.
La particularitat del curtmetratge és que tots els seus personatges estan basats en la imatge racista que existia als Estats Units d'Amèrica cap als afroamericans. És un dels dibuixos animats més controvertits de Warner Bros, a causa d'això ha estat emès poques vegades per televisió, i mai no ha estat comercialitzat oficialment en cap altre format.
És considerat com una espècie de continuació del reeixit curtmetratge de Clampett Coal Black and de Sebben Dwarfs, estrenat mig any abans. Actualment, pel seu contingut estereotipant dels afroamericans, ambdós títols es troben autocensurats. Una part de la trama del curt està treta d'un curtmetratge anterior, Porky in Wackyland, de qui Tin Pan Alley Cats es considera un remake.
El curt és protagonitzat per un gat que s'assembla a Fats Waller passejant de nit a una ciutat. Es disposa a entrar a un club nocturn quan un predicador de carrer que intenta que canvie d'opinió. Malgrat tot, el gat entra al club on s'ho passa d'allò més bé amb la música fins que entra a una espècie món surrealista similar al del curtmetratge Porky in Wackyland. Quan per fi aconsegueix eixir del món surrealista, abandona corrents el club per unir-se al predicador.